# Motoaki Miura
Motoaki Miura (japanisch 三浦 基瑛 Miura Motoaki; * 28. Mai 1996 in Nonoichi, Präfektur Ishikawa) ist ein japanischer Fußballspieler.

## Karriere
Motoaki Miura erlernte das Fußballspielen in der Universitätsmannschaft der Takushoku-Universität. Seinen ersten Vertrag unterschrieb er im Januar 2019 beim SC Sagamihara. Der Verein aus Sagamihara, einer Großstadt in der Präfektur Kanagawa auf Honshū, der Hauptinsel von Japan, spielte in der dritten japanischen Liga, der J3 League. 2020 wurde er mit dem Klub Vizemeister und stieg in die zweite Liga auf. Sein Zweitligadebüt gab Motoaki Miura am 7. März 2021 im Heimspiel gegen Thespakusatsu Gunma. Hier stand er in der Startelf und spielte die kompletten 90 Minuten. Mit dem Verein belegte man am Saisonende 2021 den 19. Tabellenplatz und stieg in die dritte Liga ab. Nach dem Abstieg verließ er den Verein und schloss sich dem Zweitligisten Zweigen Kanazawa an. Am Ende der Saison 2023 belegte er mit Zweigen den letzten Tabellenplatz und musste somit den Weg in die dritte Liga antreten.